# Pierre Méchain

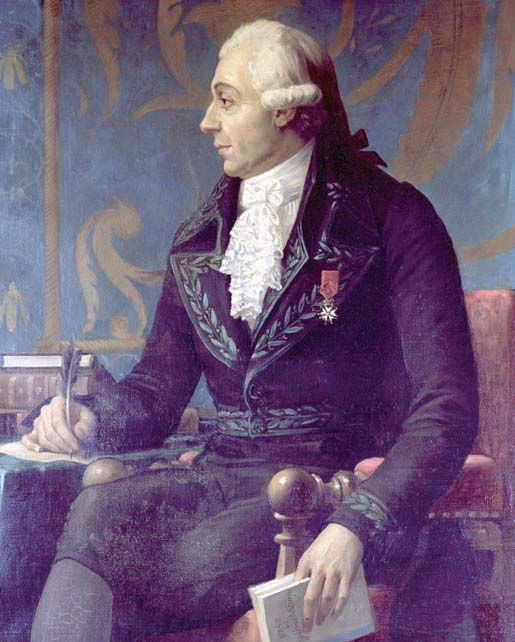
Pierre Méchain

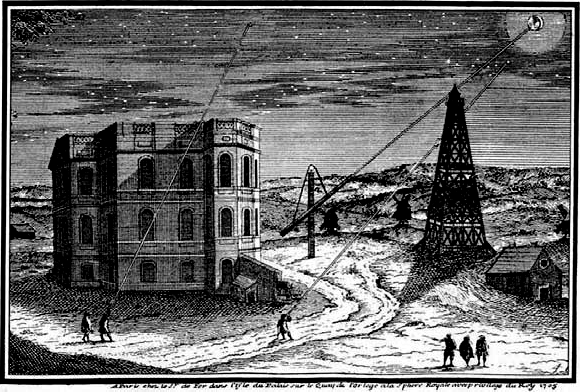
Het observatorium van Parijs met een houten toren, bestemd voor telescopen

Pierre François André Méchain (Laon, 16 augustus 1744 - Castellón de la Plana, 20 september 1804) was een Franse astronoom en landmeter die samen met Charles Messier een grote bijdrage heeft geleverd aan de vroege studies van kometen en Deep Space Objects, en samen met Delambre aan de vaststelling van de standaardmeter.

## Zijn leven
Pierre Méchain is geboren in Laon, en is de zoon van de plafondontwerper en bezetter Pierre François Méchain. Hij was zeer goed in wiskunde en natuurkunde, maar moest zijn studie opgeven door geldproblemen. Hij heeft een tijd tevergeefs lopen bedelen. Hoe dan ook, zijn talenten voor de astronomie werden opgemerkt door Joseph Jérôme Lalande, van wie hij een vriend en een proeflezer werd. Lalande zorgde toen ook voor werk voor Pierre bij de Kaartendepot van de Marine in Versailles, waar hij in de jaren 1770 werkte. Hij was landmeter aan de kust en hield zich bezig met hydrografisch werk. Het was toen – rond 1774 – dat hij Charles Messier ontmoette, met wie hij bevriend raakte. In dit jaar publiceerde hij ook zijn eerste astronomische werk: een studie over de verduistering van Aldebaran door de maan.
In 1777 trouwde hij met Barbe-Thérèse Marjou en kreeg twee zonen en een dochter. Hij werd toegelaten tot de Franse Academie van Wetenschappen in 1782 en was de bewerker van “Connaissance des Temps” van 1782 tot 1792.
Met zijn landmeterervaring werkte Méchain aan de kaarten van Noordelijk Italië en Duitsland, maar zijn belangrijkste kaartwerk was geodetisch: het vaststellen van de afstand tussen Duinkerken en Barcelona over de aardbol, om daarmee de lengte van de meridiaan van Parijs tussen die beide steden te berekenen. De metingen begonnen in 1791 en op basis daarvan werd de internationale lengte-eenheid vastgelegd: de meter. Hij kwam veel moeilijkheden tegen bij dit project, grotendeels door de effecten van de Franse Revolutie. Hij werd gearresteerd toen vermoed werd dat zijn instrumenten wapens waren, hij verbleef in Barcelona toen de Eerste Coalitieoorlog uitbrak tussen Frankrijk en Spanje en zijn eigendommen in Parijs werden in beslag genomen tijdens de Terreur, een periode tijdens de Franse Revolutie. Hij werd vrijgelaten in Spanje, ging in Italië wonen en ging terug naar huis in 1795. Hij werd lid van het Bureau des longitudes, dat zich bezighield met het metrieke stelsel. Vanaf 1799 was hij de directeur van het Sterrenwacht van Parijs in de wijk Montparnasse, 14e arrondissement.
Bij de metingen aan de Meridiaan van Parijs kreeg Méchain het zuidelijke deel van de boog Duinkerken-Barcelona toebedeeld. Terugkerende bedenkingen over zijn metingen in Spanje leidden hem terug naar dat werk. Hij ging terug naar Spanje in 1804, waar hij de gele koorts kreeg, en in Castellón de la Plana stierf.

## Messierobjecten
Méchain ontdekte 26 of 27 Deep Space Objects. Achttien daarvan maken deel uit van de Messiercatalogus. Een negentiende is M102, maar daarover is controverse.
Door Méchain ontdekte Messierobjecten:
- M63, het Zonnebloemstelsel,
- M72
- M74
- M75
- M76, de kleine Halternevel

- M77
- M78
- M79
- M85
- M94

- M95
- M96
- M97, de Uilnevel
- M98
- M99

- M100
- M101, het Windmolenstelsel
- M102?
- M103

Hij ontdekte ook vier andere Deep Space Objects die oorspronkelijk door iemand anders ontdekt waren zonder dat Méchain daarvan wist. Hij plaatste die ook in de Messiercatalogus:
- M71, ontdekt door Jean-Philippe de Chéseaux in de jaren 1740
- M80, twee weken voor Méchains observatie ontdekt door Messier.
- M81 (Bodestelsel) en M82 (Sigaarstelsel), oorspronkelijk ontdekt door Johann Elert Bode.

Zes andere Messierobjecten zijn door Méchain ontdekt, maar pas in de twintigste eeuw toegevoegd aan de lijst: M104, M105, M106, M107, M108, M109. Hij ontdekte ook NGC 5195 (Draaikolknevel), een nieuw sterrenstelsel.
Een ander Messierobject kan hem toegewezen worden, M102, maar Méchain ontkende de observatie van 1783 als een verkeerde reobservatie van M101. Sinds die tijd hebben anderen voorgesteld dat hij in feite een ander object observeerde.

## Kometen
Méchain was niet uit op het observeren van Deep Space Objects. Zoals Messier was hij alleen geïnteresseerd in de objecten die zouden kunnen worden verward met kometen en al doende werd hij op Messier na de meest succesvolle kometenontdekker van zijn tijd.
Alles tezamen heeft hij negen kometen ontdekt, alleen of in combinatie met Messier. Zijn eigen ontdekkingen zijn:
- 1781 I
- 1781 II

- 1785 II
- Komeet van Encke (1786)

- 1787 I
- 8P/Tuttle (1790)

- 1799 II
- 1799 III